# 38 v. Chr.
Portal Geschichte | Portal Biografien | Aktuelle Ereignisse | Jahreskalender | Tagesartikel

◄ |
2. Jahrhundert v. Chr. |
1. Jahrhundert v. Chr. |
1. Jahrhundert |
►

◄ | 50er v. Chr. | 40er v. Chr. | 30er v. Chr. | 20er v. Chr. |
10er v. Chr. |
►

◄◄ | ◄ | 41 v. Chr. | 40 v. Chr. | 39 v. Chr. | 38 v. Chr. |
37 v. Chr. |
36 v. Chr. |
35 v. Chr. |
► |
►►
Staatsoberhäupter

## Ereignisse

### Politik und Weltgeschehen

#### Römisches Reich
- Die Ubier werden von den Römern vom Westerwald in die linksrheinische römische Provinz Germania Inferior in den Raum Köln/Bonn umgesiedelt.
- Octavian heiratet Livia Drusilla, die sich dafür von ihrem Ehemann Tiberius Claudius Nero scheiden lassen muss.

#### Partherreich
- Phraates IV. wird als Nachfolger seines Vaters Orodes II. König der Parther.

### Kultur
- Auf der iberischen Halbinsel beginnt die Zeitrechnung der Era.

## Geboren
- 14. Januar: Nero Claudius Drusus († 9 v. Chr.)
- Lucius Volusius Saturninus, römischer Politiker († 56 n. Chr.)

## Gestorben
- Orodes II., parthischer König
- um 38 v. Chr.: Iulia, Mutter des Marcus Antonius